# Aliabad (Szahin Deż)
Aliabad – wieś w Iranie, w ostanie Azerbejdżan Zachodni, w szahrestanie Szahin Deż. W 2006 roku liczyła 137 mieszkańców.